# Зоркуль (заповідник)
Державний природний заповідник «Зоркуль» (тадж. Мамнуъгоҳи давлатии табии «Зоркӯл») — природний заповідник у Таджикистані. Відноситься до I категорії МСОП. Розташований на території Мургабського та Ішкашимського районів Горно-Бадахшанської автономної області на загальній площі 877,7 квадратного кілометра (87 770 гектарів). Організований у 2000 році постановою Уряду Республіки Таджикистан від 14 березня 2000 р. № 120 з метою збереження у природному стані типових для даної місцевості рідкісних і зникаючих видів тваринного і рослинного світу, практично останньої досить великої, гніздової колонії гірських гусок (до 700 особин), які внесені до Червоної книги Таджикистану, популяцій памірського гірського барана (архара), сибірського гірського козла, а також високогірного Східно-Памірського природного комплексу. Державний заповідник «Зоркуль» організований на базі існуючого орнітологічного заказника «Зоркуль», заснованого в 1972 році за поданням Відділу охорони і раціонального використання природних ресурсів Академії наук Таджицької РСР. До заповідника було приєднано прилеглі території площею 700 квадратних кілометрів (70 000 гектарів). Створення парку збіглося з «Маршем парків» — міжнародною акцією громадської підтримки особливо охоронюваних природних територій.
У 2001 році озеро Зоркуль було включено до списку водно-болотних угідь, що підпадають під дію Рамсарської конвенції. У 2006 році Державний комітет охорони навколишнього середовища та лісового господарства Республіки Таджикистан вніс заповідник у кандидати до списку об'єктів всесвітньої спадщини ЮНЕСКО.

## Фізико-географічні особливості
Високогірна територія заповідника (середні висоти — 4100-4200 метрів над рівнем моря) відноситься до Центральноазіатської області, охоплює околиці та акваторію великого озера Зоркуль льодовикового походження. Озеро Зоркуль розташоване на висоті 4126 м над рівнем моря. Озеро прикордонне, озером проходить кордон з Афганістаном, південніше розташована провінція Бадахшан. Також у межах заповідника розташовані три порівняно невеликі озера під загальною назвою Чаканкуль, які простяглися однією з ущелин Ваханського хребта. Верхів'я цієї ущелини також входять до заповідника до піку Згоди (5470 м) та кордону з Афганістаном.
Координати території Державного природного заповідника «Зоркул»:
- крайня північна точка:37°28.5′ пн. ш. 73°41.3′ сх. д. / 37.4750° пн. ш. 73.6883° сх. д.H G Я O
- крайня південна точка:37°19.5′ пн. ш. 73°45′ сх. д. / 37.3250° пн. ш. 73.750° сх. д.H G Я O
- крайня західна точка:37°27.15′ пн. ш. 73°34.3′ сх. д. / 37.45250° пн. ш. 73.5717° сх. д.H G Я O
- крайня східна точка:37°21′ пн. ш. 73°45.4′ сх. д. / 37.350° пн. ш. 73.7567° сх. д.H G Я O

### Рельєф
Рельєф околиць озера Зоркуль, так само як і всього Паміру, являє собою систему широких озерних улоговин і річкових долин, піднесених на висоту 3600-4200 м над рівнем моря і розділених порівняно невисокими згладженими хребтами, до 1-2 км відносної висоти, сильно зруйнованими денудаційними процесами. Зовні нагадує середньогір'я. Більшість хребтів видовжені зі сходу на захід і мають найбільшу висоту в західних частинах. Котловина та долина озера Зоркуль заповнені продуктами руйнування гір — дрібноземом, щебенем, галечником, піском, нагромадженням стародавніх льодовикових морен. У ґрунтах трапляється багаторічна мерзлота.

## Клімат
Заповідник «Зоркуль» належить до високогірної зони. За своїми природно-кліматичними та рослинними умовами відноситься до Східного Паміру. Клімат Паміру, як високогірної пустелі, різко континентальний, характеризується незначною кількістю опадів, із дуже великими добовими та річними перепадами температури, інтенсивною сонячною радіацією. Зима вкрай сувора, малосніжна та тривала. Середньорічна температура за даними метеостанції на озері Зоркуль — 3,8 °C, середня температура у січні — мінус 18 °C. Абсолютний мінімум температури повітря сягає мінус 47 °C. Літо коротке та прохолодне, середня температура липня — 8,7 °C. Вегетаційний період 180 діб.
Висока сухість нагір'я обумовлена тим, що навколишні гірські хребти перехоплюють майже всі опади. За багаторічними даними, річна кількість опадів перебуває в межах 73-103 мм. Випадають вони переважно у весняно-літній період. Унаслідок цього вологість повітря низька (в середньому 41,6 %).

## Флора та рослинність
Рослинний покрив заповідника дуже мізерний. Лісова рослинність повністю відсутня. Переважає субальпійська та альпійська рослинність. У горах заповідника переважає подушкоподібна рослинність, що являє високогірний тип рослинності. Едифікатори цих угруповань пов'язані з представниками різних форм життя. Рослини подушкоподібної форми представлені акантолимонами і горобинцями, які завжди сполучаються з іншими різноманітними формами високогірних рослин, такими як полин, ковила та інші. На вологих територіях подушкоподібна рослинність поєднується з морозостійкими рослинами сімейств осокові, тонконіг звичайний та іншими рослинами. Уздовж струмків і річок, поблизу берегів озер і сніжників, розташовані осокові та кобрезієві високогірні луки, так звані памірські сази (заболочені низькотравні альпійські луки, поширені тільки на високогір'ї Паміру).

## Риби

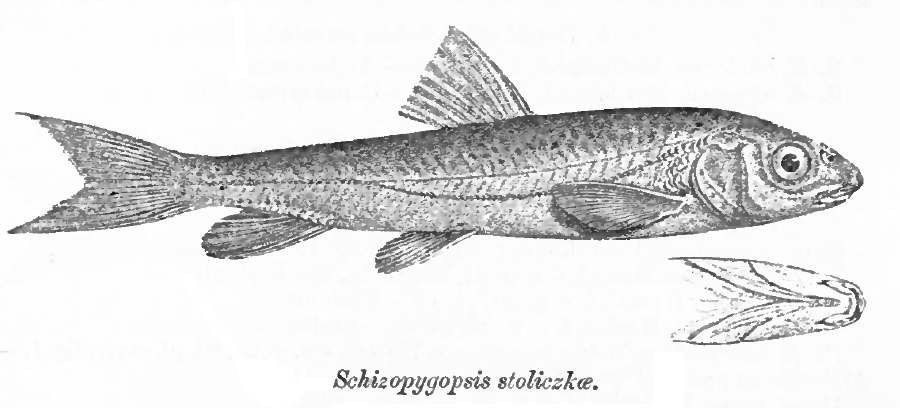
, що мешкає в озері Зоркуль

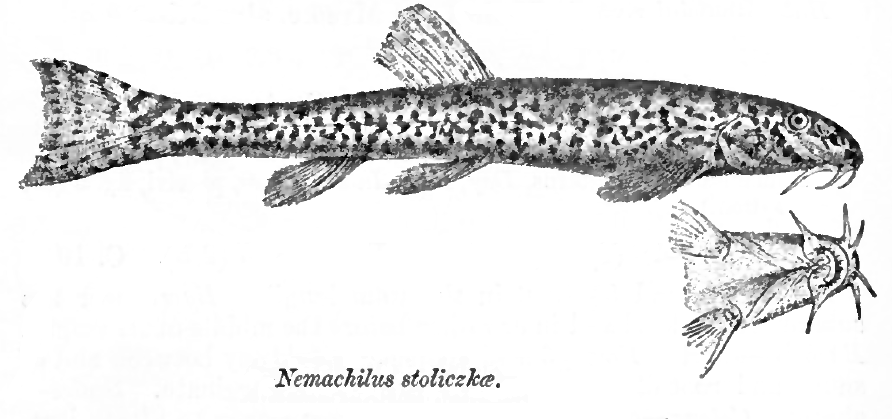
, що мешкає в озері Зоркуль

Основним, масовим видом риб в озері Зоркуль та річці Памір є численний тут лжеосман-нагорець (Schizopygopsis stoliczkai). Окрім османа в озері трапляється памірський голець (Triplophysa stoliczkai).
Лжеосман живе в гірській частині річок Інд та Брахмапутра в Індії. Трапляється в Тибеті. У Таджикистані є лише на Памірі. Тут він сягає шістдесяти п'яти сантиметрів завдовжки, але можлива зустріч і з більшими екземплярами. Учасники гідрологічної партії, які проводили роботи на озері Турумтайкуль, виловили рибину розміром півтора метра. Тіло лжеосмана-нагірця торпедоподібне, гідродинамічно досконале. Луски немає.
Тибетський голець дуже витривала риба, витримує різкі коливання температур води. Під час нересту підшукує ямки на дні водойми, куди й ховає ікру. Улюблені місця перебування тибетського гольця — мілководні кам'янисто-галькові та піщані ділянки річок і озер. Живиться він головним чином водяними комахами, іноді — ікрою лжеосмана. Незважаючи на те, що ікра ця отруйна для більшості тварин і людини, голець від неї не гине.

## Фауна
Плазуни у високогірній зоні заповідника «Зоркуль» представлені гімалайською агамою, щитомордником, алайською та азійською коротконіжкою.
До групи птахів заповідника «Зоркуль», що гніздяться, входять види, які пристосувалися до суворих умов високогір'я. Найбільш типові птахи високогірної зони — чечевиця велика, червонокрилий чечевичник, гімалайський (Leucosticte nemoricola), перлинний (Leucosticte brandti), сніговий і чечевиця червоногорла, коноплянка, галка альпійська, ворон, жайворонок рогатий, пустельна кам'янка, клушиця, бородач, огар, травник, крячок річковий, балобан, беркут, сніговий гриф (кумай), гімалайський та тибетський улар, тибетська саджа (Syrrhaptes tibetanus), гірський гусак, великий крохаль. Деякі з цих птахів залишаються зимувати. На озері Зоркуль існує найбільша колонія гірського гусака, що налічує до 250 пар птахів, що гніздяться. З серпня по жовтень на озері Зоркуль збираються десятки тисяч водоплавних та навколоводних птахів, які знаходять тут їжу та місце для відпочинку. Влітку тут нерідкі птахи північних широт, що кочують і не розмножуються в цей сезон (різні качки, веслоногі, кулики, чайки, крачки та інші), оскільки умови Зоркуля за своїми кліматичними характеристиками дуже схожі, з умовами північної Палеарктики.
Зі ссавців у заповіднику «Зоркуль» трапляються срібляста (Alticola argentatus) та памірська полівка (Neodon juldaschi), руда та великовуха (Ochotona macrotis) пискуха, довгохвостий бабак (Marmota caudata), заєць-толай, лисиця, вовк, горностай, солонгой, ірбіс (сніговий барс), сибірський гірський козел, архар, нічниця вусата, підковик великий та інші. Фоновим для заповідника «Зоркуль» є сірий хом'ячок. Зрідка сюди заходить червоний вовк. Червоний вовк, архар, ірбіс (сніжний барс), горностай, бурий ведмідь, рись взяті тут під охорону держави, оскільки включені до Червоної книги республіки.
За даними на 2011 рік кількість тварин у заповіднику «Зоркуль» становить: архар — 921 особин, сибірський гірський баран — 715, сніговий барс — 3, довгохвостий сурок — 1800, гірський гусак — 716, гімалайський улар — 600.
У нивальній зоні більшість тварин перебувають у літній період вертикальної міграції або більшу частину життя проводять у сховищах або у сплячці.

## Тварини, включені до Червоної книги Таджикистану
У заповіднику «Зоркуль» зазначені такі тварини, включені до Червоної книги Таджикистану:
- Архар
- Сибірський гірський козел
- Заєць-толай
- Довгохвостий бабак
- Червоний вовк
- Лисиця
- Горностай
- Монгольський балобан
- Ірбіс (сніговий барс)
- Бурий ведмідь
- Рись
- Сірий хом'ячок
- Великовуха пищуха
- Гірський гусак
- Тибетський та гімалайський улари